# Make the World Move
"Make the World Move" é uma canção da cantora norte-americana Christina Aguilera, gravada para o seu sétimo álbum de estúdio Lotus. Conta com a participação de Cee Lo Green e foi escrita por Alexander Grant, Mike Del Rio, Candice Pillay, Jayson DeZuzio, Dwayne Abernathy e Armando Trovajoli, sendo que a produção ficou a cargo de Gant, Del Rio e DeZuzio. A sua gravação decorreu em 2012 nos estúdios Westlake Recording, em Los Angeles, na Califórnia. Embora não tenha recebido qualquer tipo de lançamento em destaque, devido às vendas digitais após a edição do trabalho de originais, conseguiu entrar e alcançar a 88.ª posição na tabela musical da Coreia do Sul, South Korea Gaon International Chart, com 2999 cópias vendidas no país. 
A canção deriva de origens estilísticas de dance, R&B e soul, sendo que o seu arranjo musical consiste no uso de vocais, sintetizadores e ainda em acordes de guitarra. Liricamente, segundo a própria cantora, o tema retrata o positivismo com o qual a vida deve ser encarada. "Make the World Move" recebeu análises mistas por parte dos profissionais, sendo que alguns dos analistas elogiaram o desempenho dos dois intérpretes mas outros consideraram que era uma faixa fraca comparada com outras em Lotus. A sua divulgação consistiu na interpretação ao vivo durante a terceira temporada do concurso The Voice a 13 de novembro de 2012, sendo que Aguilera e Green participavam também no programa televisivo enquanto treinadores.

## Antecedentes
Após o lançamento do sexto álbum de estúdio de Christina, Bionic, em 2010, que falhou em obter um desempenho comercial positivo, sucedeu-se o divórcio do seu ex-marido Jordan Bratman, a sua estreia em cinema com o musical Burlesque e a gravação da banda sonora de acompanhamento. Posteriormente, a cantora tornou-se treinadora no concurso The Voice transmitido pela NBC, e foi convidada para colaborar com a banda Maroon 5 em "Moves like Jagger", que esteve durante quatro semanas na liderança da Billboard Hot 100 dos Estados Unidos. Após estes acontecimentos, Aguilera anunciou que queria gravar o seu sétimo disco de originais, afirmando que ambicionava por faixas "pessoais" e de excelente qualidade. Numa entrevista, a intérprete falou sobre o significado do trabalho e revelou o seguinte:
| “ | [O álbum] será um ponto culminante de tudo que já experimentei, até agora... Já passei por muita coisa desde o lançamento do meu último álbum, estando no (The Voice), passando por um divórcio,... Isso tudo é uma espécie de renascimento livre para mim. Estou a abraçar muitas coisas diferentes, mas sinto-me bem com tudo, super-expressiva [e] super-vulnerável. | ” |

A cantora manifestou ainda que o disco seria sobre "auto-expressão e liberdade" por causa dos problemas pessoais que tinha superado durante o último par de anos. No programa The Tonight Show with Jay Leno, em 2012, Christina falou sobre o seu novo material e confirmou que estava a demorar a gravar porque "não gostava de apenas obter as músicas a partir dos produtores". "Gosto que venham de um lugar pessoal... Estou muito animada, rematou, "É divertido, emocionante, introspetivo, e vai ser extraordinário".

## Conceção

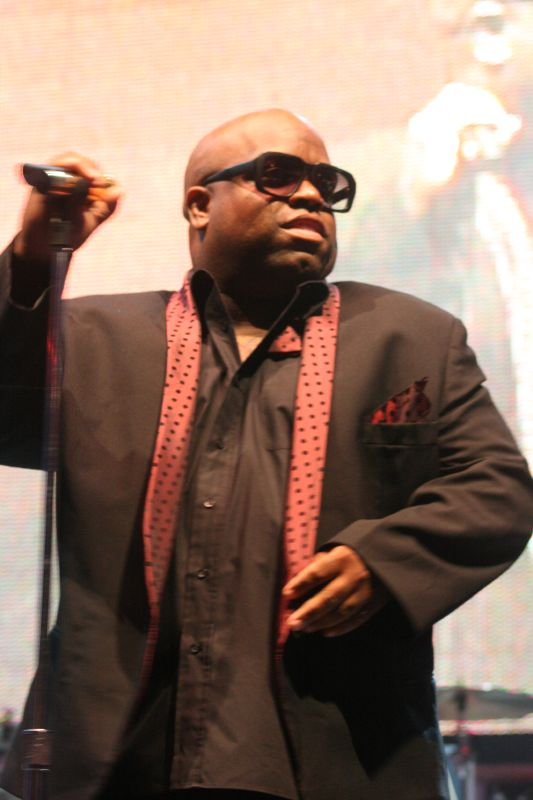
Cee Lo Green (foto), colega de Christina no The Voice, contribuiu com os seus vocais em "Make the World Move".

Em abril de 2011, foi anunciado que Christina e Cee Lo tencionavam colaborar numa canção. Uma faixa de demonstração intitulada "Nasty" foi divulgada na Internet e mais tarde confirmada como um trabalho retirado do alinhamento da banda sonora Burlesque. No mês seguinte, Green revelou que tinham gravado a demo antes de se tornarem membros do júri no programa The Voice. Em entrevista com a Billboard, o cantor revelou o seguinte: "É para o álbum dela. Não vou revelar o título, porque pode estar ainda por definir... Sabe, nós já conversamos sobre isso entre nós e eu vou entrar e trabalhar nela. Vai ser a segunda música em que trabalhamos". Mesmo sem revelar o nome do registo, confirmou que os vocais de Aguilera já estavam terminados.
Em abril de 2012, a artista confirmou que ambos tinham reunido para elaborar "Make the World Move" e descreveu-a como "positiva" e "cheia de vida". "Estou empolgada para partilhar o palco com Cee Lo porque nós dois começamos com [grande] produção, bailarinos e com todos estes elementos divertidos sobre estar em palco e ser um artista... Então, vamos juntos unir forças e vai ser em grande!", afirmou Christina sobre a colaboração. Quando questionada se a melodia seria lançada como single, a cantora respondeu que não tinha certeza sobre o que seria feito com a mesma. Numa entrevista com a MTV News em novembro, Aguilera explicou como sentiu que era adequado ter Green na obra quando decidiu que uma contribuição vocal masculina era necessária, afirmando o seguinte:
| “ | Eu tinha que colaborar com o meu bom amigo Cee Lo... Havia uma parte para um potencial vocal masculino no refrão, e ouviu de imediato a voz de Cee Lo nele, a sua assinatura Cee Lo, e foi divertido colaborar com ele e tê-lo no meu disco e unir forças em conjunto". | ” |

## Estilo musical e letra
"Make the World Move" é uma canção que deriva de origens estilísticas de dance, R&B e soul, produzida por Alex da Kid, Jayson DeZuzio, Mike Del Rio e com duração de dois minutos e cinquenta e nove segundos (2:59). A sua gravação esteve a cargo de Josh Mosser e decorreu em 2012 nos estúdios Westlake Recording, em Los Angeles, na Califórnia. Candice Pillay e Aguilera ficaram responsáveis pela produção vocal no  The Red Lip's Room, em Beverly Hills, enquanto que Oscar Ramirez tratou da gravação dos mesmos. Lucas Secon realizou toda a programação e arranjos do tema. A sua composição foi construída através de sintetizadores e acordes de guitarra em conjunto com fortes vocais.
A letra foi escrita por Alexander Grant, Del Rio, Candice Pillay, DeZuzio, Dwayne Abernathy e Armando Trovajoli. A canção contém uma porção da composição de "Let's Find Out", elaborada por Trovajoli. Liricamente, o tema retrata a forma de encarar a vida com uma atitude positiva com uma performance vocal "poderosa" e "audaciosa". Robert Copsey do portal Digital Spy destacou a passagem "O momento é agora / Não há tempo para esperar / Aumente o amor / Diminua o ódio" considerando como um "arranjo maluco que consiste em explosões de sintetizadores".

## Receção pela crítica
Após o lançamento do disco, a canção recebeu análises mistas por parte dos média especializados. Stephen Thomas Erlewine da Allmusic descreveu a colaboração entre Aguilera e Green como uma "festa pulsante", enquanto que Andrew Hampp da revista Billboard considerou que era "um hino festivo explosivo". Hampp elogiou os arranjos musicais providenciados e a sua produção, escrevendo que é algo que teria funcionado bem no quinto álbum de estúdio de Aguilera, Back to Basics (2006), que apresenta uma proeminente influência da sonoridade da década de 1940. Sarah Rodman do The Boston Globe demonstrou admiração pelo tema, confidenciando que é "impossível de resistir". Glenn Gamboa do diário Newsday foi breve na sua crítica, adjetivando a música como "lúdica", enquanto que Annie Zaleski of The A.V. Club redigiu que a obra era "um dueto vertiginoso" e "absolutamente inspirador".
Em comparação com outra constituinte de Lotus, "Red Hot Kinda Love", Chris Younie do canal 4Music clarificou que "Make the World Move" "não era a mesma coisa", mas "não significa que fosse totalmente diferente". Younie continuou a sua análise ao afirmar que a música é "um pouco retro e um pouco moderno" e "um pouco oculto, mas também mainstream". Contudo, Chris confidenciou que a disposição das duas faixas, deixava a última "sem brilho" em relação à primeira. Sarah Godfrey do periódico The Washington Post considerou que o registo era uma "estranha" versão dance de "For What It's Worth" por Buffalo Springfield. Robert Copsey do sítio Digital Spy concluiu que a canção "não preenchia toda a sua expectativa", e Michael Gallucci do Popcrush notou que sendo a quarta no alinhamento do disco, mantém "a festa ativa", mas não é memorável". Mesfin Fekadu do The Huffington Post criticou negativamente a melodia, em conjunto com "Around the World" e "Red Hot Kinda Love", por falharem em capturar a "diversão que era suposto incorporar" em cada uma.

## Divulgação
A dupla de cantores interpretou "Make the World Move" pela primeira vez na terceira temporada do programa de televisão norte-americano The Voice a 13 de novembro de 2012. Na abertura do espetáculo, no palco estavam duas cadeiras vermelhas com cada um dos intérpretes sentado, bem como uma varanda para Green. Cee Lo utilizou uma camisa polo com listas, enquanto Aguilera usava um "peruca roxa africana e uma tiara de plástico". Segundo Cassie Carpenter do tabloide Daily Mail, a indumentária de Christina consistiu num vestido cinza de estilo noiva sem alças, com botas de salto alto brilhantes concebidas por Stuart Weitzman. Kristofer Buckle, que trata da maquilhagem da cantora, colocou-lhe pestanas postiças, sombra roxa, blush garrido e batom rosa ao estilo Barbie. A atuação "espirituosa" terminou com balões vermelhos a cair sobre o público.

## Desempenho nas tabelas musicais
Após o lançamento do disco, a faixa conseguiu entrar e alcançar a 88.ª posição na tabela musical da Coreia do Sul, South Korea Gaon International Chart, com vendas avaliadas em 2999 cópias.

### Posições
| Tabela musical (2012)                    | Melhor posição |
| ---------------------------------------- | -------------- |
| Coreia do Sul - Gaon International Chart | 88             |

## Créditos
Todo o processo de elaboração da canção atribui os seguintes créditos pessoais:
- Christina Aguilera – vocalista principal, produção vocal;
- Cee Lo Green - vocalista convidado;
- Alexander Grant - composição, produção;
- Mike Del Rio - composição, edição vocal;
- Candice Pillay - composição, produção vocal;
- Jayson DeZuzio - composição;
- Dwayne Abernathy - composição;
- Armando Trovajoli - composição;
- Josh Mosser - gravação musical;
- Oscar Ramirez - gravação vocal;
- Lucas Secon - programação, arranjos;

- Contém interpolações de "Let's Find Out" escrita por Armando Trovajoli.